# Dolenje Mokro Polje
Dolenje Mokro Polje – wieś w Słowenii, w gminie Šentjernej. W 2018 roku liczyła 146 mieszkańców.